# تشارلز بنجامين دودلي
تشارلز بنجامين دودلي (بالإنجليزية: Charles Benjamin Dudley)‏ هو كيميائي أمريكي، ولد في 14 يوليو 1842 في أوكسفورد في الولايات المتحدة، وتوفي في 21 ديسمبر 1909 في ألتونا في الولايات المتحدة.

## وصلات خارجية
- تشارلز بنجامين دودلي على موقع الموسوعة البريطانية (الإنجليزية)